# Hối phiếu
Hối phiếu (Bill of exchange, draft) là mệnh lệnh trả tiền vô điều kiện dưới dạng văn bản do một người ký phát (gọi là người ký phát hối phiếu: drawer) cho một người khác (gọi là người thụ tạo: drawee), yêu cầu người này ngay khi nhìn thấy hối phiếu hoặc vào một ngày cụ thể nhất định hoặc vào một ngày có thể xác định trong tương lai phải trả một số tiền nhất định cho người đó hoặc theo lệnh của người này trả cho người khác hoặc trả cho người cầm phiếu (gọi chung là người được trả tiền: payees).

## Phân loại hối phiếu

### Căn cứ vào thời hạn thanh toán
- Hối phiếu trả ngay: Là hối phiếu mà người trả tiền phải thanh toán ngay khi nhìn thấy hối phiếu (thường là sau hai ngày làm việc).
- Hối phiếu trả sau, hối phiếu có kỳ hạn (usance bill) quy định sau một thời gian nhất định (có thể là sau một thời hạn nhất định kể từ ngày ký phát hối phiếu, sau ngày chấp nhận hối phiếu, sau ngày ký trên vận đơn B/L thì sẽ được thanh toán.

### Căn cứ vào chứng từ kèm theo hối phiếu
- Hối phiếu trơn: Là hối phiếu mà việc thanh toán tiền trên hối phiếu này không kèm theo chứng từ thương mại. Thường được sử dụng để thu cước phí vận tải, đòi nợ cũ...
- Hối phiếu kèm chứng từ: Là loại hối phiếu được gửi kèm theo chứng từ thương mại đến người có nghĩa vụ trả tiền. Thường được sử dụng trong hình thức D/P (Nhờ thu kèm chứng từ) để thu tiền người mua dùm người bán.

### Căn cứ vào tính chất chuyển nhượng của hối phiếu
- Hối phiếu đích danh: Là loại hối phiếu ghi rõ tên người thụ hưởng, loại hối phiếu này không thể chuyển nhượng bằng nguyên tắc ký hậu
- Hối phiếu theo lệnh: Là loại hối phiếu yêu cầu người thanh toán trả tiền theo lệnh của người thụ hưởng hối phiếu. Hối phiếu theo lệnh được chuyển nhượng bằng hình thức ký hậu theo luật định.

### Căn cứ vào chủ thể ký phát hối phiếu
- Hối phiếu thương mại: Là hối phiếu do người xuất khẩu ký phát đòi tiền người nhập khẩu, liên quan đến nghiệp vụ thanh toán hàng hoá xuất khẩu hoặc cung ứng dịch vụ.
- Hối phiếu Ngân hàng: Là hối phiếu do Ngân hàng phát hành lệnh cho Ngân hàng đại lý của mình thanh toán tiền nhất định cho người thụ hưởng được chỉ định trên hối phiếu (loại hối phiếu này không thể chuyển nhượng).